# Cucina eritrea

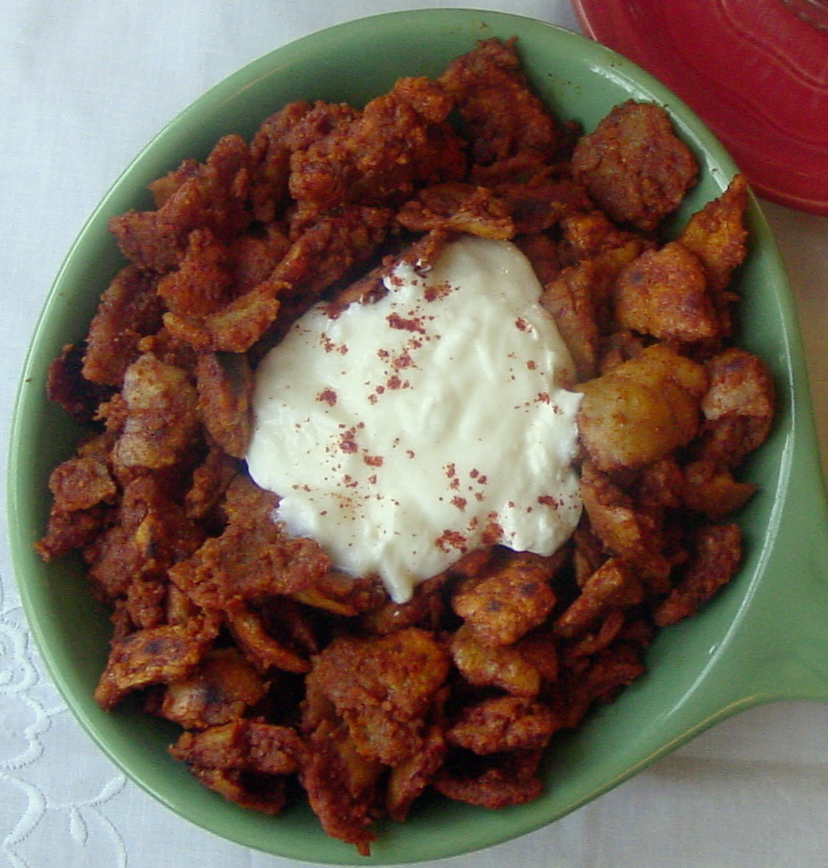
Kitcha fit-fit è un piatto della cucina eritrea. Esso è costituito da pane sminuzzato, olio e spezie, spesso servito con yogurt fresco spolverato con berberé.

Eritrea sulla piantina dell'Africa

La cucina eritrea è costituita dall'insieme delle tradizioni culinarie del paese, e della sua lunga storia di interconnessione con altri paesi confinanti e relative culture.

## Storia
Il cibo più tradizionale della cucina eritrea è lo tsebhi (stufato di carni varie) servito con injera (pane piatto di teff, grano o sorgo), e hilbet (impasto di legumi, principalmente lenticchie e fave). La cucina eritrea e quella etiopica (specialmente del nord) sono molto simili, a causa della storia condivisa dai due popoli.
La cucina eritrea assomiglia molto a quella della vicina Etiopia e della Somalia, ad eccezione del fatto che la cucina eritrea e somala tendono a caratterizzarsi più sull'impiego del pesce in funzione della ubicazione costiera dei due paesi.

## Piatti principali

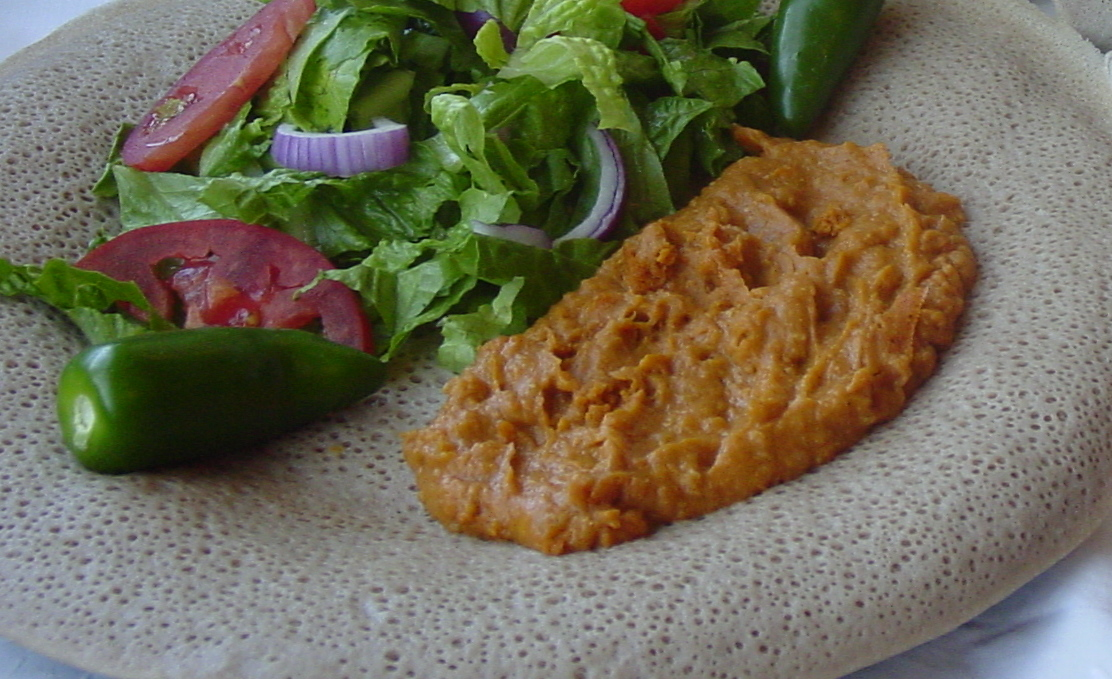
Taito e shiro, piatti principali dell'Eritrea e dell'Etiopia.

Le abitudini alimentari eritree variano a livello regionale. Negli altopiani, l'injera è la dieta di base e viene mangiato ogni giorno dai tigrini. Quando si mangia, in genere i commensali condividono il cibo da un grande vassoio posto al centro di un tavolo da pranzo basso. Vi sono ammonticchiati numerosi dischi di injera conditi con vari stufati piccanti. I commensali prendono con una mano un pezzo di injera di fronte a loro, strappandolo da una forma e intingendolo nello stufato.
Gli stufati che accompagnano l'injera di solito sono a base di manzo, pollo, montone o verdure. La maggior parte degli eritrei, con l'eccezione dei saho, amano mangiare cibi caldi e piccanti. Il berberé, una miscela di spezie che si compone di una varietà di erbe comuni ed insolite, accompagna quasi tutti i piatti. Fra gli stufati si ricorda lo zighinì, con carne di manzo, dorho tsebhi con carne di pollo, alicha, senza berberé, e shiro, una purea di legumi vari. Grazie al suo passato di colonia italiana, la cucina eritrea dispone anche di interpretazioni uniche di classici piatti della cucina italiana, come la pasta, sempre speziata con berberé.
In pianura, a differenza che sull'altopiano, il piatto principale è il ga'at, un porridge a base di farina di grano. Un mestolo viene utilizzato per raccogliere la parte superiore, che è piena di berberé e salsa di burro e circondata da latte o yogurt. Un piccolo pezzo di pane viene utilizzato per raccogliere il sugo.
A partire dal periodo coloniale italiano, pizza e caffè espresso sono entrati a far parte della cultura culinaria Eritrea, in particola nella capitale Asmara detta anche piccola Roma.

## Bevande

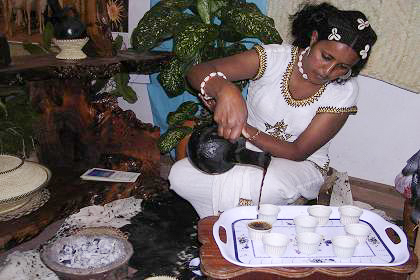
Una donna eritrea alla tradizionale cerimonia del caffè.

Suwa è il nome della birra di produzione casalinga molto comune in Eritrea. Essa è a base di mais arrostito, orzo e altri cereali e aromatizzata con gesho, un tipo di foglia di olivello spinoso. Viene spesso servita nelle grandi occasioni. Un vino dolce, l'idromele (detto Mies)  è anche molto comune. La cerimonia del caffè è una delle usanze più riconoscibili dell'influenza araba, nella cultura eritrea ed etiope. Il caffè viene offerto agli amici, servito durante le feste, oppure come un piacere nella vita quotidiana. Se essi declinano, verrà servito molto probabilmente tè (shai).